# Gà tây đỏ Bourbon
Gà tây đỏ Bourbon là một giống gà tây nhà được đặt tên do bộ lông đỏ độc đáo của nó và theo tên địa danh Bourbon County, Kentucky. Tiêu chuẩn về giống gà tây đỏ Bourbon nêu chi tiết việc các con gà trống thuộc giống này khi trưởng thành có cân nặng 15 kg (33 pounds) và gà mái trưởng thành (cá thể cái) có cân nặng khoảng 8,2 kg (18 pounds). Các tiêu chuẩn giống cho thấy Bourbon Red nên cân nặng 10,4 kg (23 pounds) cho gà trống và 6,3 kg (14 pounds) cho gà mái ở tuổi giết mổ (28 tuần). Những trọng số tiêu chuẩn này đã được công bố với dự đoán về tiềm năng của gà tây đỏ Bourbon và khi giống gà tây này ở giai đoạn hưng thịnh. Mặc dù có những nỗ lực để khôi phục và hoàn thành tiêu chuẩn cho giống gà tây đỏ Bourbon, ngày nay những công việc này được thực hiện bởi vài nhà lai tạo và người trồng. Gà tây đỏ Bourbon chưa được thực hiện nhiều công việc tuyển chọn quá lâu do thiếu giống chọn lọc để bảo tồn giống. Tuy nhiên, gà tây trưởng thành trong một đàn sinh sản sẽ biểu hiện một sự dao động mạnh ~ 30% so với trọng lượng đã được công bố này do mùa sinh sản không ngừng, rộng lớn và có bản năng cao với trọng lượng thấp nhất thường được ghi nhận vào tháng 7.